# Museu de Aeronaves de Ulyanovsk
O Museu de Aeronaves de Ulyanovsk está localizado em Ulyanovsk, na Rússia. Possui mais de 25 aeronaves, muitas das quais bastante raras. Foi fundado em 1983 como Museu do Centro de Aviação Civil (CMEA).

## Galeria

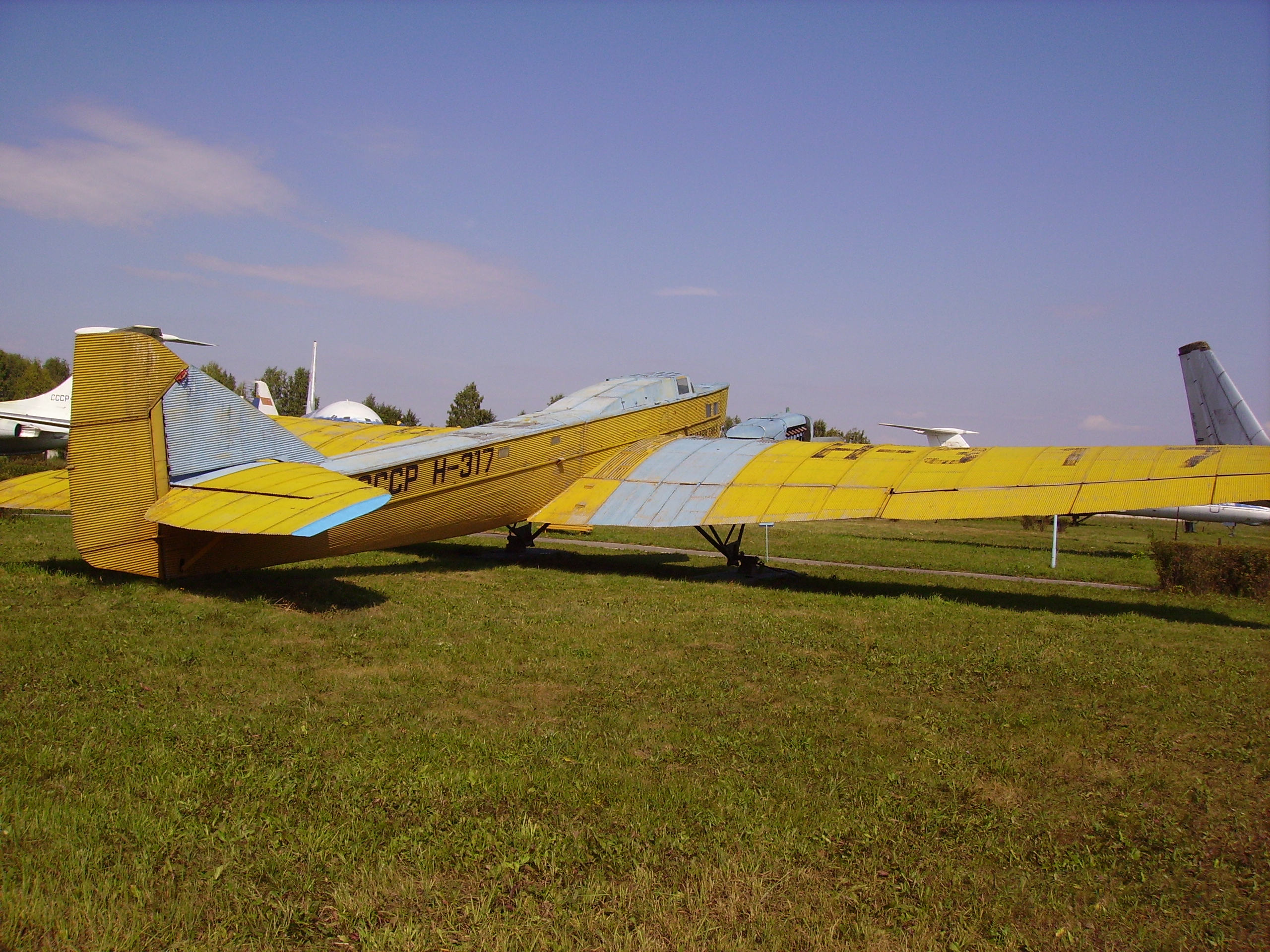
ANT-4
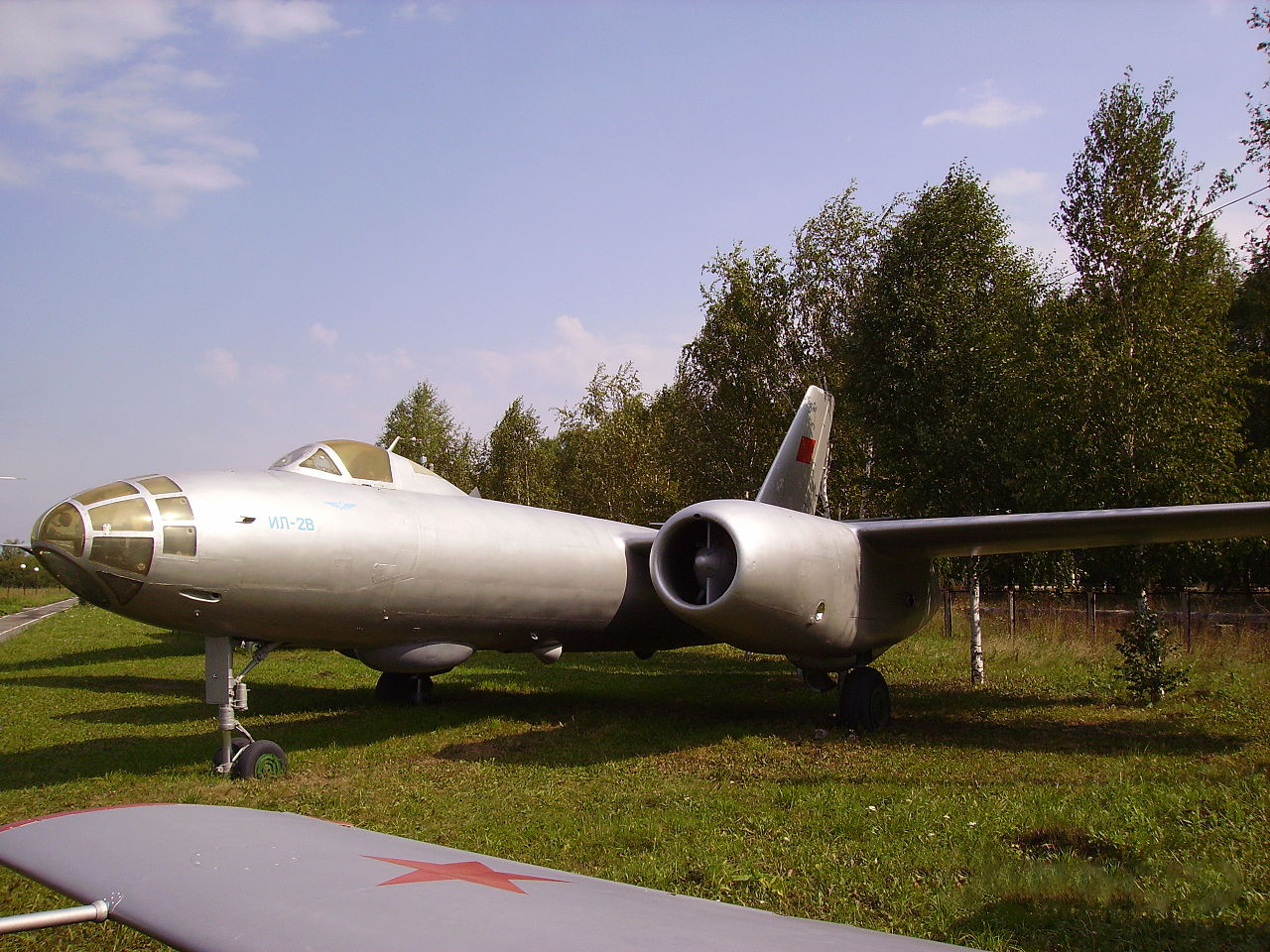
Il-28
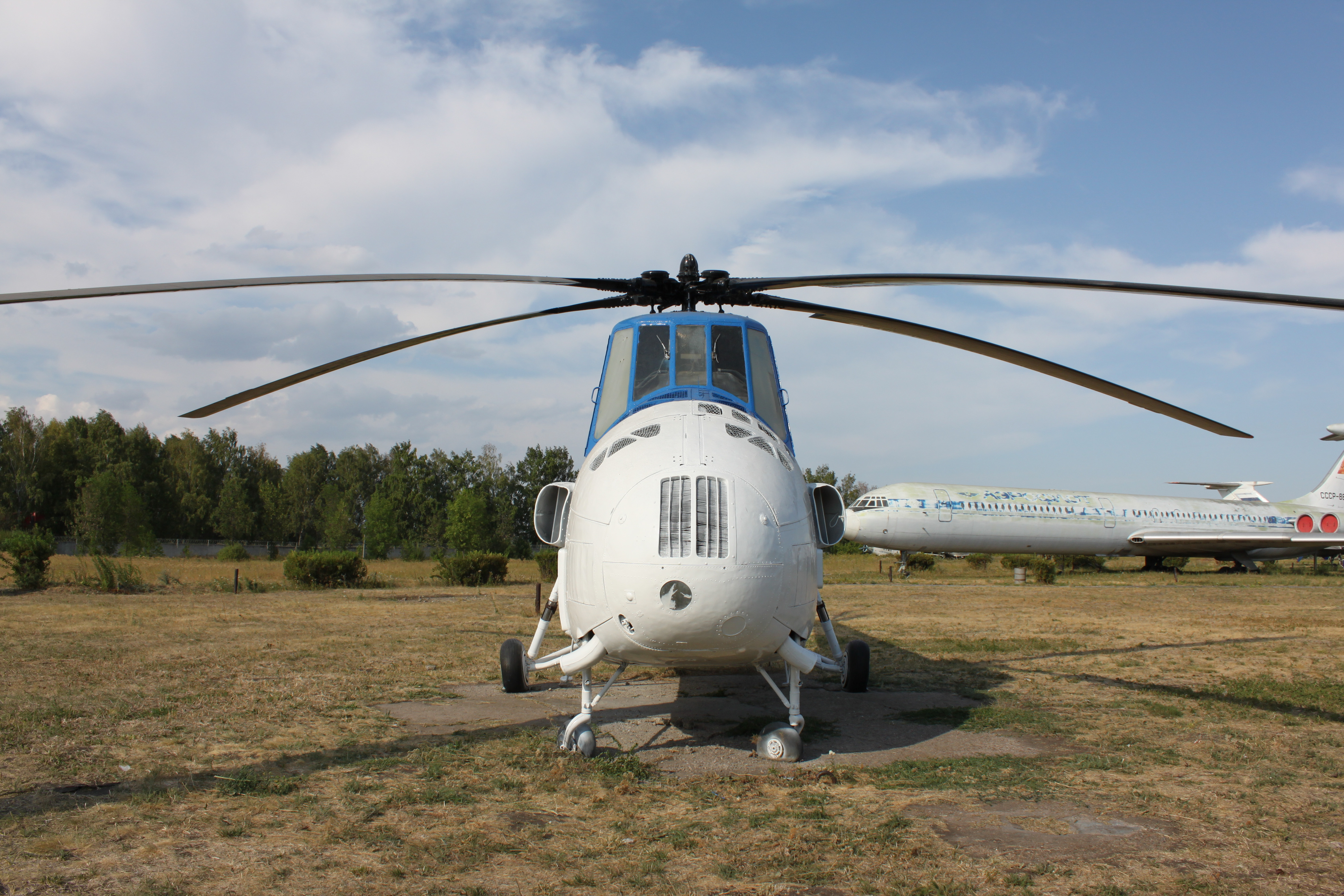
Mi-4
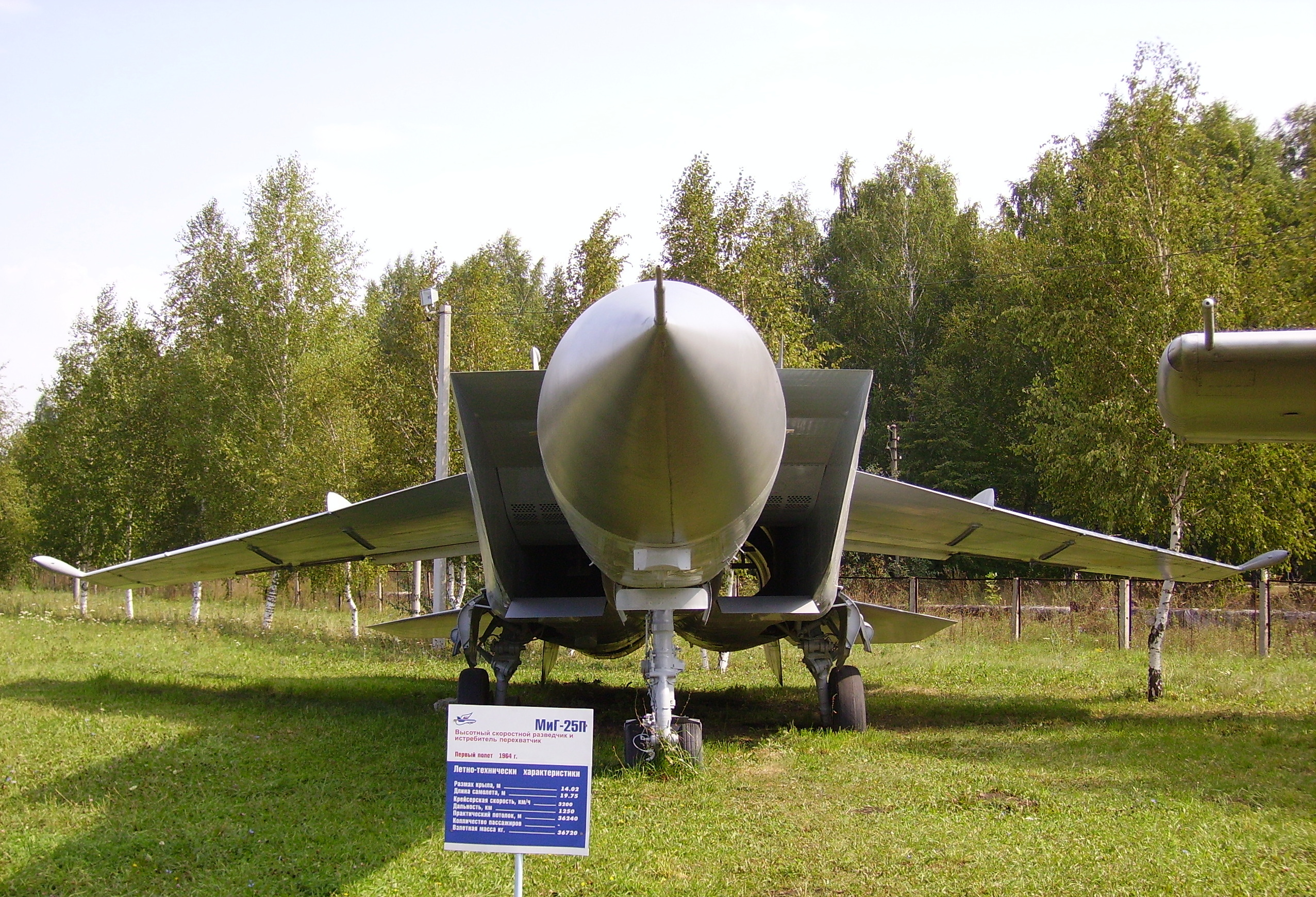
MiG-25P
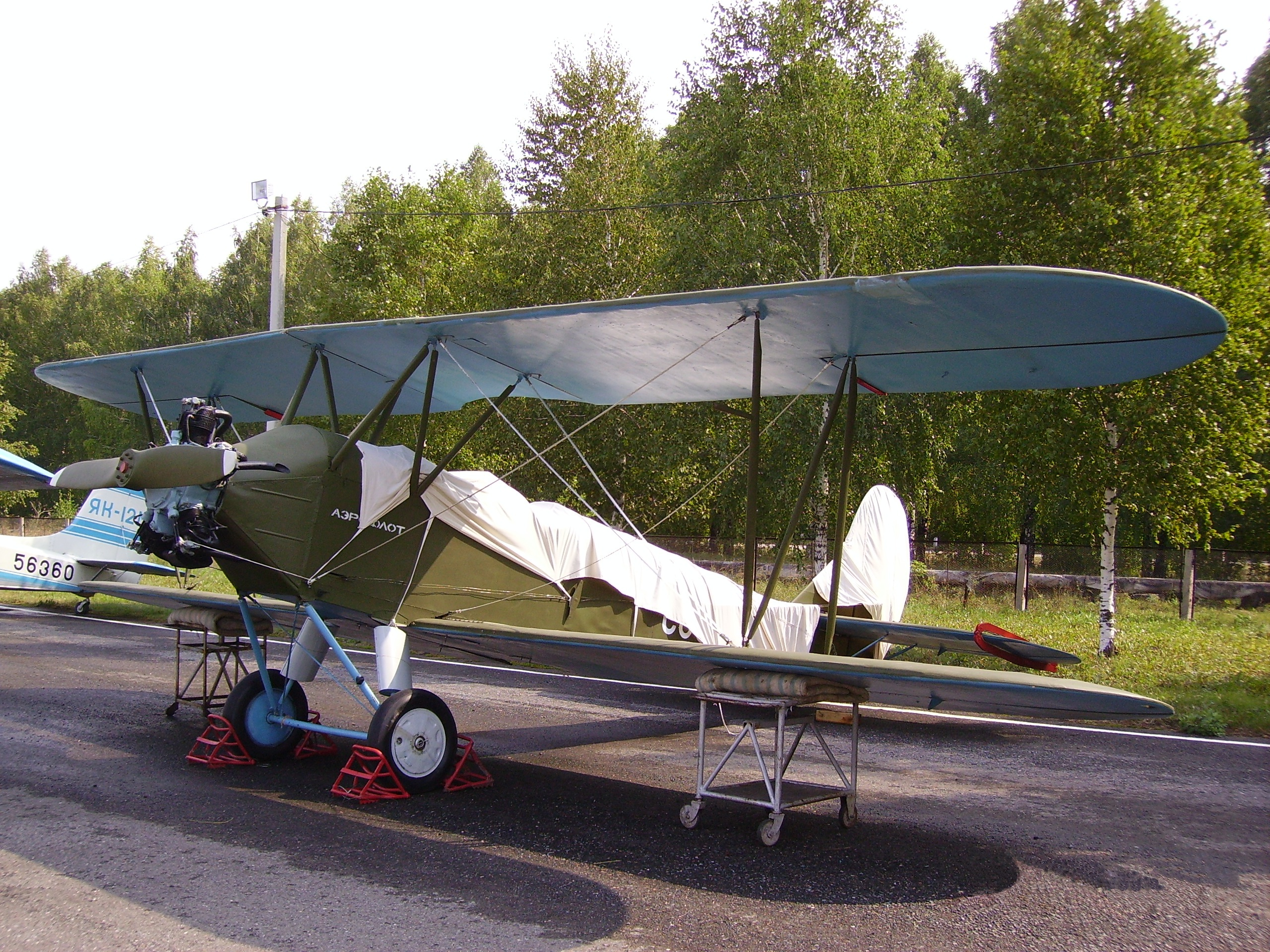
Po-2
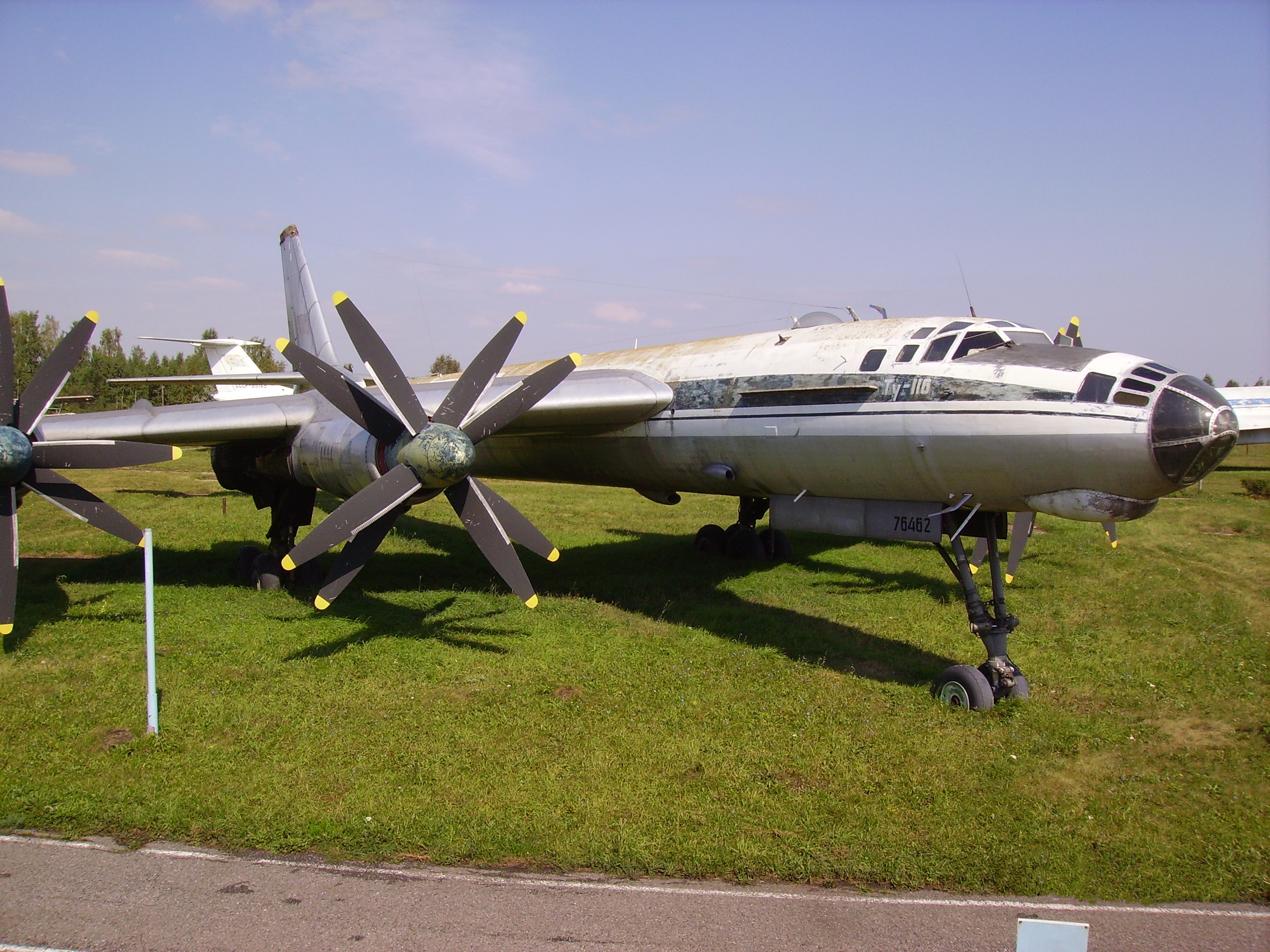
Tu-116
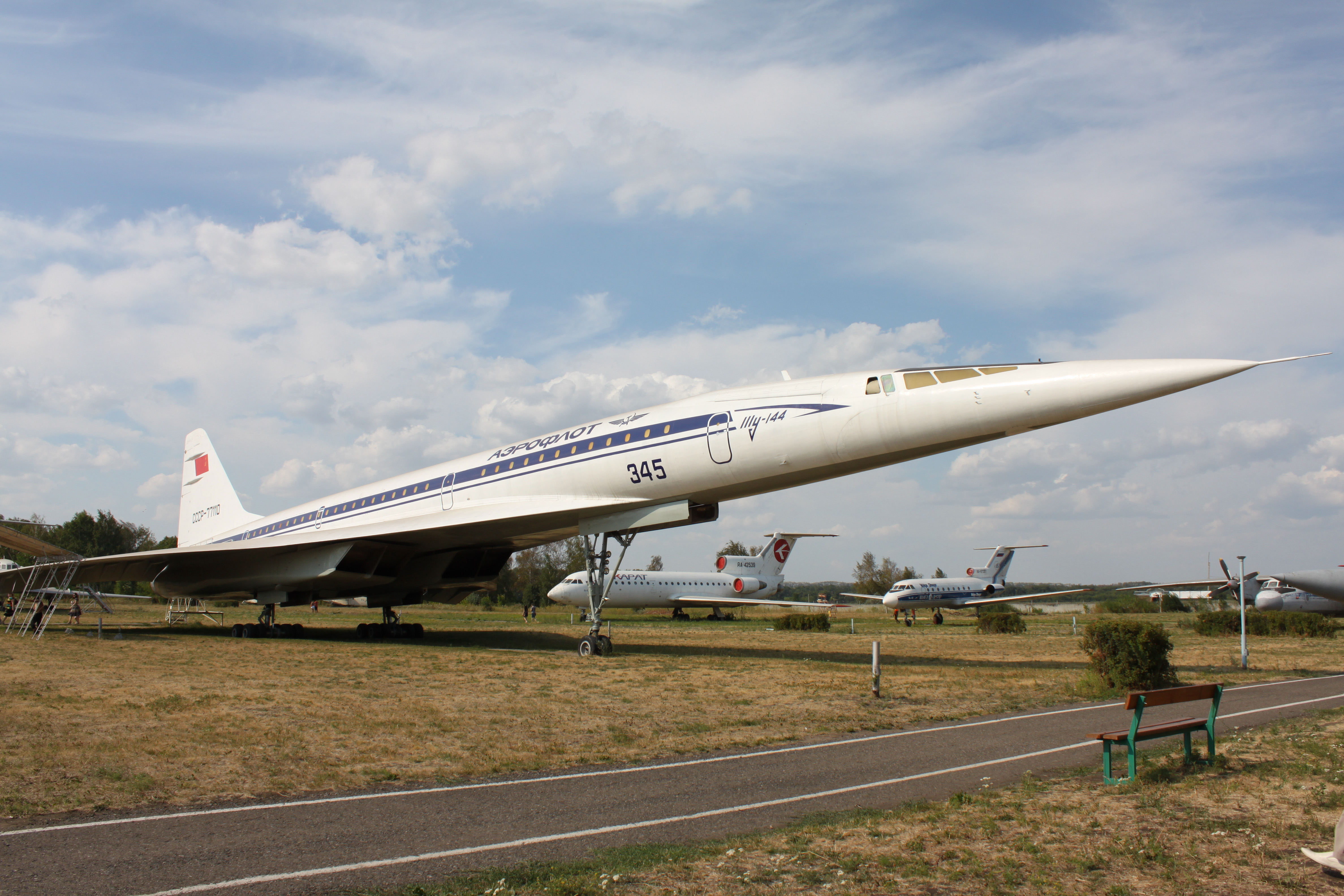
Tu-144